# Alfred (opera)
Alfred je první opera českého skladatele Antonína Dvořáka. Byla napsána roku 1870 na libreto německého básníka (Karla) Theodora Körnera. Uvedena byla poprvé (v českém překladu libreta) až roku 1938. V roce 2014 se pak uskutečnila koncertní premiéra opery v původní (německé) podobě.

## Vznik a historie díla
29letý Antonín Dvořák se ke kompozici své první opery s názvem Alfred odhodlal v době, kdy již měl za sebou nejen osmileté působení v orchestru pražského Prozatímního divadla, ale též řadu kompozic včetně tak náročných forem jako symfonie a smyčcový kvartet (které však v té době ještě nebyly provedeny) a včetně menších skladeb vokálních.
Pro tuto příležitost si zvolil německé libreto romantického básníka a hrdiny protinapoleonského boje Karla Theodora Körnera (1791–1813). Toto libreto z roku 1811 (původně Alfred der Große, Alfréd Veliký), jehož námětem je vítězný odpor britských Sasů vedených králem Alfrédem Velikým proti dánským Vikingům, bylo již několikrát využito. Poprvé tak učinil roku 1830 Johann Philipp Schmidt, podruhé je zhudebnil roku 1851 Josef Joachim Raff, svou třetí operu na ně mezi lety 1833 a 1835 napsal známější skladatel Friedrich von Flotow, i když ta nebyla uvedena. (Dvořák žádné z těchto zpracování neznal.) Jednalo se tedy o dílo s osvědčenou literární kvalitou a současně autorsky volné (kvalitní česká libreta v této době prakticky neexistovala a navíc by Dvořák nové libreto musel zakoupit, k čemuž neměl prostředky). Původní Körnerova paralela s bojem Němců proti francouzské okupaci již vyvanula, pololegendární hrdinský zápas mezi pohanskými Dány a křesťanskými Sasy však rezonoval s náměty děl Richarda Wagnera, která byla v této době Dvořákovi hlavním vzorem, přestože původní podoba libreta s přísným rozdělením na recitativy a tradiční uzavřené formy (árie, ansámbly, sbory, tance) vyhovovala Wagnerově koncepci "hudebního dramatu" jen za cenu určitého znásilnění. Zda Dvořák primárně zamýšlel tuto operu pro německá jeviště nebo zda měl v úmyslu nabídnout Alfreda Prozatímnímu divadlu po překladu do češtiny — takový postup nebyl v prvním desetiletí existence stálého českého divadla neobvyklý —, není známo.
V libretu učinil skladatel jen drobné úpravy. Nejzávažnější je rozdělení prvního dějství předlohy — které délkou textu značně přesahovalo druhé — tak, že jeho první obraz (V táboře Dánů) byl oddělen jako samostatný akt.
Dvořák operu zkomponoval v průběhu roku 1870. Podle vzpomínek Josefa Jiránka předložil Dvořák Alfreda k posouzení Smetanovi, tehdejšímu šéfu opery Prozatímního divadla, jeho úsudek však není znám. V každém případě Dvořák nadále, a to ani později, o uvedení této své operní prvotiny neusiloval a ani se k ní — na rozdíl od dalších skladeb včetně následující opery Král a uhlíř — později nevracel. Dlouhou dobu byla dokonce považována za ztracenou, našla se až ve Dvořákově pozůstalosti.
Alfred je Dvořákovo rané dílo a odráží tehdejší skladatelovo zaujetí pro Wagnera. Kritika je po prvním uvedení roku 1938 prohlásila za "wagnerovštější než Wagner". Obsahuje tedy četné příznačné motivy, "nekonečnou melodii", dominanci orchestru, hutnou instrumentaci a podobně jako opery ze střední etapy Wagnerovy tvorby (ale též opery Meyerbeerovy nebo Verdiho) řadu rozsáhlých sborů. Zaznívají zde ale i pasáže, které jsou velmi podobné Mendelssohnovi, Beethovenovi či Schumannovi.
Dvořák si zřejmě nejvíce cenil rozsáhlé orchestrální předehry, která hudebně-dramaticky shrnuje děj celého díla. Hodlal ji uvést v roce 1881, nakonec ale byla provedena až po skladatelově smrti Českou filharmonií dne 4. ledna 1905 jako Tragická ouvertura a pod tímto názvem byla i vydána roku 1912 v nakladatelství Simrock. Označuje se též jako Dramatická ouvertura a na rozdíl od samotné opery bývá hrána na koncertech, takže je prakticky jedinou částí díla známou veřejnosti.
Úryvky z opery v původním německém znění provedl poprvé Československý rozhlas dne 6. února 1938, pod taktovkou dirigenta Georga Singera zpívali Walter Windholz (Alfred), Fine Reich-Dörichová (Alwina), Richard Kubla (Harald) a Julius Gutman (Sieward). Scénického uvedení se Alfred dočkal až 10. prosince 1938 v podání souboru Českého divadla v Olomouci, tedy 70 let po svém vzniku, a to v českém překladu Anny Richterové, která rovněž zpívala hlavní ženskou roli. Tato olomoucká inscenace zazněla kolem Vánoc 1938 celkem pětkrát.
Výjimečnou možnost slyšet úryvky opery měli posluchači rozhlasu na výročí Dvořákova narození, 8. září 1961, v interpretaci Plzeňského rozhlasového orchestru řízeného Josefem Blackým a se sólisty plzeňské opery.
Uvedení opery ve světové premiéře s originálním libretem proběhlo v 17.9. 2014 v Rudolfinu v rámci festivalu Dvořákova Praha v nastudování Symfonického orchestru Českého rozhlasu a Českého filharmonického sboru Brno.
Alfred nemá opusové číslo, v Burghauserově katalogu nese označení B16. Předehra samostatně nese označení B16a.

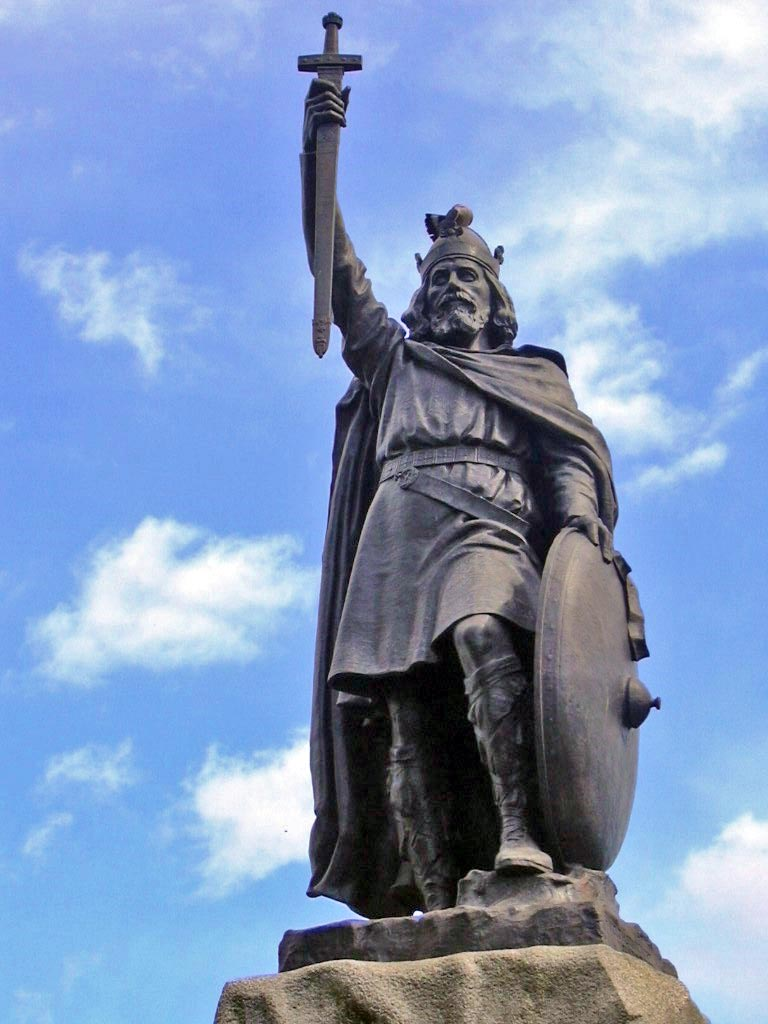
Alfréd Veliký — socha ve Winchesteru

## Osoby a první obsazení
| osoba                                          | hlasový obor | premiéra (10.12.1938) |
| ---------------------------------------------- | ------------ | --------------------- |
| Alfred, král Britů                             | baryton      | Otto Kubín            |
| Alvina (Alwina), jeho nevěsta                  | soprán       | Anna Richterová       |
| Dorset, jeho přítel                            | tenor        | Jaroslav Sobota       |
| Sivard (Sieward), jeho sluha                   | bas          | Boris Jevtušenko      |
| Gothron, kníže dánský                          | bas          | Ada Frank             |
| Harald, vojevůdce                              | tenor        | Adolf Richter         |
| Rovena (Rowena), družka Alviny                 | soprán       | Štefa Petrová         |
| Posel                                          | …            | Jan Dvorný            |
| Britské a dánské vojsko, zajatci, lid          |              |                       |
| Dirigent: Adolf Heller, režisér: Oskar Linhart |              |                       |

## Děj opery
Děj opery se odehrává v Británii roku 878.

### 1. dějství
(Tábor Dánů) Dánští vojáci porazili a rozprášili vojsko britského krále Alfreda a nyní vesele popíjejí ve svém táboře v přítomnosti svých žen (sbor Auf, tapfre Gesellen, zum Feste!... Einsam unter fremdem Himmel). Starší dánský vojevůdce Gothron opodál se veselice neúčastní, je totiž znepokojen snem, v němž se mu zjevil protivník Dánů, britský král Alfred, v nadpozemské záři (Doch stand es nicht mit voller Kraft des Lebens).
V doprovodu triumfálního pochodu (Hoch töne Trompetenschmetter) přichází mladší vojevůdce Harald. Do dánských rukou padlo mnoho zajatců (sbor Weh! Was haben wir verbrochen?). Gothron po straně Haraldovi závidí a protiví si jeho sebevědomí, veřejně jej varuje před podceňováním poraženého krále. Harald považuje tyto obavy za bezdůvodné, ale Gothron se rozhoduje se svým oddílem hledat Alfreda, který se skrývá v lese. Harald s vojáky zpívají píseň o vítězství, za které děkují pohanským bohům (Wir kämpfen mit dem Schwert).
Mezi zajatci se nachází i spanilá Alvina. Harald jí nabízí, aby se stala jeho královnou, Alvina však rozhodně odmítá, neboť je zaslíbena Alfredovi (árie Wagst Du's, nach mir die Hände auszustrecken?... Es lebt noch ein gerechter Gott im Himmel). Rozzuřený Harald ji dává uvrhnout do věže.

### 2. dějství
(Pustá lesní krajina) Král Alfred je otřesen vítězstvím Dánů, je však odhodlán pokračovat v boji (Wohl euch, ihr tapfren Streiter... Wild braust der Sturm, die Donner brüllen). Potkává se se svým sluhou Sivardem, který mu podává zprávu o zajetí Alviny. Alfred ji rozhoduje zachránit tak, že pronikne do dánského tábora v přestrojení za harfeníka.
(Před hradem Dánů) Gothron se svými vojáky dosud bezvýsledně hledá Alfreda (Noch fand ich keine Spur des Britenkönigs). Když odejdou, vstupuje Alfred v doprovodu Sivarda a slyší z věže Alvininu píseň (In des Thurmes Nacht gefangen). Dává se jí poznat a slibuje jí záchranu (duet Nicht länger sollst Du trostlos weinen... Gewiß, gewiß, Du wirst mich retten). Vrací se podezřívavý Gothron; harfeníka dá odvést k poveselení do tábora, Sivarda ale dá zajmout a uvěznit.
(Noc v táboře) Harald vítá navracejícího se Gothrona posměšně. Dozvídá se o tom, že Alvina, nedočkavši se osvobození Alfredem, uprchla vlastním přičiněním. Zatímco Harald běsní, vyzve Gothron harfeníka ke zpěvu na oslavu dánského vítězství (romance Des langen Kampfes müde), který se postupně vyvíjí v oslavu britského krále a hrozbu Dánům. Rozhořčení Dánové se na pěvce vrhají a ten se jim dává poznat jako Alfred v plném majestátu. Alvina, která se zatím připlížila na místo, využije tohoto momentu překvapení a zhasne jedinou pochodeň. V nastalé tmě a zmatku se oběma podaří uprchnout. Vojáci je nejdříve pronásledují, brzy se ale vrací s nepořízenou. Gothron se rozpomíná na svůj sen.

### 3. dějství
(Skalnaté místo v lese) V lese se shromáždili zbylí Alfredovi vojáci vedení velitelem Dorsetem. Z jeskyně vystupuje Alvina a sděluje jim, že Alffred je na živu a na svobodě. Odešel hledat posily a zanechal ji zde. Vyzývá proto vojáky, aby se ke králi připojili (Auch mir sollt ihr im Kampfe sehen). Vojáci s pokřikem Alfred und Sieg odcházejí a nechávají Alvinu o samotě, na pospas Haraldovi, který právě přichází a opět ji bere do zajetí. Opakuje se situace, kdy se Harald Alvině nejprve koří a po jejím odmítnutí se rozzuří a odvádí ji k uvěznění (duet Welch ein Erwachen! Ich seh' mit Grauen).
(Před jeskyní) Dorsetovi vojáci se zatím spojili s Alfredem a zdraví krále (Heil unserm König — Alffred und Sieg!). Alfred je vyzývá ke statečnosti a vede společnou modlitbu za vítězství (Höre unser lautes Flehen).
(Starý kastel) Zajatí Britové v táboře Dánů neztrácejí naději (sbor Wir verschmachten hier in Ketten). Harald přivádí Alvinu, která se mu stále vzpouzí, naopak povzbuzuje zajatce, neboť osvobození se blíží. A skutečně, vzápětí je slyšet hluk britského vojska (Welch ein Ton? Was mag er bedeuten?). Brzy Alfred se svým vojskem dorazí i na scénu. Gothron již byl zabit, Haraldovi Alfred nabízí volný odchod do Dánska, ten však volí raději smrt. Alfred a Alvina jsou konečně spolu (duet O Glück der Liebe, Götterlust) a Britové oslavují vítězného panovníka (Heil, Alfred, heil).

## Nahrávka
Nahrávka celé opery nebyla dlouho k dispozici. Komerčně tak byla dostupná jen nahrávka předehry pod názvem "Dramatic (Tragic) Overture, Op. posth.", Slovenskou filharmonii diriguje Libor Pešek. Společnost ArcoDiva však v roce 2014 pořídilo živou nahrávku z koncertního provedení opery, které se uskutečnilo na festivalu Dvořákova Praha.